# Csengcsoui metró

A Csengcsoui metró bővítése

A Csengcsoui metró (egyszerűsített kínai írással: 鄭州地鐵, hagyományos kínai írással: 郑州地铁, pinjin: Zhèngzhōu Dìtiě) Kínában található Csengcsou városban és vonzáskörzetében. A metróhálózat hossza 2024 áprilisában 344 km, a metróvonalak száma 11 és az állomások száma 217 volt. Az első vonal 2013. december 28-án nyílt meg. Üzemeltetője a Zhengzhou Metro Group Co. Ltd.

## Forgalom
Az utasforgalom az elmúlt években az alábbi módon változott:
| 2017 | 252 300 000 |
| 2019 | 411 200 000 |